# ハイリー・ストラング (スパンダー・バレエの曲)
「ハイリー・ストラング」(Highly Strung) は、イングランドのニュー・ウェイヴ・バンド、スパンダー・バレエの楽曲で、1984年のアルバム『パレード』からの3枚目のシングルとしてリリースされた。地元のイギリスでは、全英シングルチャートの15位まで上昇した。 この曲は、アイルランドのアイルランド・シングルチャートで18位、オランダのシングル・トップ100で36位、ニュージーランドの公式ニュージーランド音楽チャートで46位、オーストラリアのケント・ミュージック・レポートで83位となった。
「ハイリー・ストラング」のミュージック・ビデオは、香港で撮影され、紋切り型（クリシェ）の中国像が数多く盛り込まれている。

## トラック・リスト
7インチ・シングル
A. "Highly Strung"
B. "Highly Strung Version"
12インチ・シングル
A. "Highly Strung" - 5:27
B. "Highly Strung (Extended Version)" - 5:17